# Patricia Routledge
Dama Katherine Patricia Routledge OMB (/ˈraʊtlɪdʒ/ ROWT-lij; (Wirral, 17 de febrer de 1929) és una actriu i cantant anglesa d'escenari, televisió i cinema. És més coneguda pel seu paper de comèdia com Hyacinth Bucket a la popular sèrie de la BBC Keeping Up Appearances (1990–1995).
Routledge va ser nominada al premi BAFTA TV a la millor interpretació d'entreteniment lleuger el 1992 i el 1993. Les seves aparicions al cinema inclouen To Sir, with Love (1967) i Don't Raise the Bridge, Lower the River (1968).
Routledge va fer el seu debut professional a l'escenari al Liverpool Playhouse el 1952 i el seu debut a Broadway a How's the World Treating You el 1966. Va guanyar el premi Tony de 1968 a la millor actriu en un musical pel seu paper a Darling of the Day i l'Olivier de 1988 a la millor actriu en un musical per Candide.
A la televisió, Routledge va tenir protagonisme durant la dècada de 1980 en monòlegs escrits per Alan Bennett i Victoria Wood; va aparèixer a A Woman of No Importance de Bennett (1982), com a Kitty a Victoria Wood: As Seen on TV (1985–1986) i va ser nominada al premi BAFTA TV a la millor actriu per Talking Heads: A Lady of Letters de Bennett (1988). ). També va protagonitzar Hetty Wainthropp a la sèrie de televisió britànica Hetty Wainthropp Investigates (1990, 1996–1998) i 44 episodis de Keeping Up Appearances de 1990 a 1995 com la senyora de la casa, Hyacinth Bucket (pronunciat Bouquet). El 2017, la reina Elisabet II la va nomenar Dama pels seus serveis a l'entreteniment i la caritat.

## Biografia
Routledge va néixer el 17 de febrer de 1929 a Tranmere a Birkenhead, Cheshire. El seu pare era mercer i sastre d'homes. Va estudiar a la Birkenhead High School, i a la Universitat de Liverpool. Va obtenir una llicenciatura amb honors en Llengua i Literatura Anglesa. Va estar involucrada en la companyia dramàtica de la universitat, on va treballar estretament amb l'acadèmic Edmund Colledge, que va dirigir i actuar en diverses de les produccions de la companyia. Va ser Colledge qui la va convèncer per seguir una carrera d'actriu. Després de graduar-se, es va formar a la Bristol Old Vic Theatre School i va tornar a Liverpool per començar la seva carrera d'actriu al Liverpool Playhouse.

### Carrera

#### Teatre
Routledge ha tingut una llarga carrera en teatre, especialment en teatre musical, al Regne Unit i als Estats Units. El seu rang vocal va ser etiquetat com una mezzosoprano i una contralt. Ha estat membre de llarga durada de la Royal Shakespeare Company (RSC), i va aparèixer en produccions tan aclamades com Ricard III de 1984, protagonitzada per Antony Sher en el paper principal. Els seus crèdits al West End inclouen Little Mary Sunshine, Cowardy Custard, Virtue in Danger, Noises Off, The Importance of Being Earnest, i The Solid Gold Cadillac,així com una sèrie de vehicles amb menys èxit. Va ser nominada al premi Laurence Olivier a la millor actriu secundària pel seu treball a And a Nightingale Sang el 1979. Cantant de formació clàssica, ocasionalment ha fet incursions en l'opereta, incloent-hi el paper principal en una aclamada producció de La Grande-Duchesse de Gérolstein de Jacques Offenbach al Festival de Camden de 1978 ; "Com a Gran Duquessa, va investir cada frase, pronunciada o cantada […] amb enginy i significat, i va pintar el seu to per expressar una gran varietat d'emocions. Mai va recórrer al comportament actual que aquest paper -en les produccions britàniques - almenys, sembla convidar"
Routledge va fer el seu debut a Broadway a la comèdia de Roger Milner How's the World Treating You? el 1966, tornant amb el musical de curta durada de 1968 musical Darling of the Day, pel qual va guanyar el premi Tony a la millor actriu en un musical, compartint l'honor amb Leslie Uggams de Hallelujah, Baby! Després d'això, Routledge va tenir papers en diverses produccions de Broadway sense èxit, incloent un musical anomenat Love Match , en el qual interpretava a la reina Victòria; el llegendari fracàs de Leonard Bernstein de 1976 1600 Pennsylvania Avenue, en què va retratar totes les Primeres Dames dels Estats Units des d'Abigail Adams fins a Eleanor Roosevelt; i un musical de 1981, Say Hello to Harvey, basat en l'obra Harvey de Mary Coyle Chase (1944), que es va tancar a Toronto abans d'arribar a la ciutat de Nova York.
El 1980, Routledge va interpretar a Ruth a la producció de Joseph Papp de The Pirates of Penzance, protagonitzada per l'actor nord-americà Kevin Kline i la vocalista pop Linda Ronstadt, al Delacorte Theatre del Central Park de Nova York, una d'una sèrie dels esdeveniments d'estiu Shakespeare in the Park. L'espectacle va ser un èxit i es va traslladar a Broadway el gener següent, amb Estelle Parsons substituint Routledge. Un DVD de la producció de Central Park, amb Routledge, es va publicar l'octubre de 2002. També va actuar a Façade al Carnegie Recital Hall de Nova York.
Routledge va guanyar un premi Laurence Olivier el 1988 per la seva interpretació de la vella dama a Candide de Leonard Bernstein al repartiment londinenc de la producció de l'Òpera escocesa aclamada per la crítica. Un crític va assenyalar que "Ella va aturar el programa amb 'Sóc tan fàcilment assimilable', i la seva llarga narració va funcionar en almenys dos nivells: va ser alhora hilarant i estranyament commovedor". També va interpretar el paper de Nettie Fowler amb gran aclamació a la producció londinenca de 1993 de Carousel. En una producció de 2006 al Hampstead Theatre de The Best of Friends, va interpretar a Dame Laurentia McLachlan. El 2008, va interpretar a Queen Mary a l'obra de teatre Crown Matrimonial de Royce Ryton. El treball més recent inclou la narradora a The Carnival of the Animals amb el Nash Ensemble el 2010, el paper de Dame Myra Hess a l'obra Admission: One Shilling el 2011 i Lady Markby a An Ideal Husband al Chichester Festival Theatre el 2014.
Des del 2019, Routledge ha realitzat una gira amb un espectacle titulat Facing The Music. L'espectacle ofereix informació sobre la seva carrera de teatre musical.

#### Cinema i televisió
Els crèdits de la pantalla de Routledge inclouen To Sir, with Love (1967), Pretty Polly (1967), 30 Is a Dangerous Age, Cynthia, The Bliss of Mrs. Blossom, Don't Raise the Bridge, Lower the River (all 1968), If It's Tuesday, This Must Be Belgium (1969) i Girl Stroke Boy (1971).
Les primeres aparicions televisives de Routledge van incloure un paper a Steptoe and Son , a l'episodi "Seance in a Wet Rag and Bone Yard" (1974), com una clarivident anomenada Madame Fontana. També va aparèixer a Coronation Street (1961), i com a bruixa blanca a Doctor at Large (1971). Routledge va interpretar a la senyora Jennings a la producció de minisèries de la BBC de Sense and Sensibility (1971). No obstant això, no va tenir protagonisme a la televisió fins que va aparèixer en monòlegs escrits per a ella per Alan Bennett i més tard Victoria Wood als anys vuitanta. Va aparèixer per primera vegada a A Woman of No Importance, el segon lliurament de l'antologia de Bennett, Objects of Affection el 1982. Després va interpretar l'opinada Kitty a Victoria Wood: As Seen on TV el 1985. Va interpretar dos monòlegs més a Bennett's. Talking Heads el 1988 i el 1998. Routledge va ser nominada al premi de televisió de l'Acadèmia Britànica a la millor actriu pel monòleg A Lady of Letters.
El 1989, Routledge va acceptar el paper principal de Hetty Wainthropp en un drama de misteri de la ITV, Hetty Wainthropp: Missing Persons. ITV va optar per no dedicar-se a una sèrie després de l'episodi pilot, però el 1996 la BBC va produir la primera sèrie de Hetty Wainthropp Investigates, amb Routledge de nou en el paper principal. El programa el va protagonitzar Dominic Monaghan com el seu assistent i Derek Benfield com el seu marit. Es va emetre per primera vegada el gener de 1996 i es va mantenir fins a la tardor de 1998, amb un episodi especial el 1999. Monaghan, que va gaudir d'una carrera a Hollywood, des d'aleshores ha acreditat a Routledge com "un professor increïble" que li va ensenyar algunes coses "molt valuoses lliçons" d'actuació.
El 1990, Routledge va interpretar a Hyacinth Bucket a la sèrie de comèdia Keeping Up Appearances. Va retratar una dona antigament de classe treballadora amb pretensions socials (insistir que el seu cognom es pronunciés "ram") i il·lusions de grandesa (els seus sovint esmentats "sopars a la llum de les espelmes"). Routledge estava encantat de retratar a Hyacinth, ja que va afirmar que "no podia suportar gent com ella" a la vida real. El 1991, va guanyar un premi de comèdia britànica per la seva interpretació, i més tard va ser nominada a dos premis BAFTA TV el 1992 i el 1993. Routledge va deixar el paper el 1995, malgrat la popularitat continuada de la sèrie, ja que volia fer altres papers com a actriu. Durant una entrevista a la televisió australiana, Routledge va dir: "Sempre vaig pensar en el gran i genial Ronnie Barker. Sempre deixava alguna cosa quan estava a l'altura, i és molt millor que la gent digui ara:" Oh, per què no ho vas fer tu. fer alguna cosa més? que fer-los dir "Oh, això encara?" Una altra raó per la qual volia deixar el paper va ser perquè sentia que l'escriptor Roy Clarke estava "reciclant algunes idees antigues que ja havíem tractat".
Routledge també ha interpretat diversos personatges de la vida real per a la televisió, inclosa Barbara Pym i en un documental biogràfic dramatitzat de la BBC Omnibus de 1994, Hildegard of Bingen.
El 2001, Routledge va protagonitzar Anybody's Nightmare, un drama televisiu basat en fets en què interpretava a Sheila Bowler, una mare i professora de piano que va complir quatre anys a la presó per assassinar la seva tia gran, però que després va ser absolta després d'un nou judici.
[45]
El 2016, Routledge va presentar Beatrix Potter amb Patricia Routledge a Channel 4, per celebrar el 150è aniversari del naixement de Potter.
El 2016, Routledge va presentar Beatrix Potter amb Patricia Routledge a Channel 4, per celebrar el 150è aniversari del naixement de Potter.
El gener de 2023, Channel 5 va emetre una retrospectiva especial de Keeping Up Appearances de 67 minuts per a la seva sèrie "30 Years Of Laughs". El repartiment, la tripulació i les celebritats van retre homenatge a l'espectacle. El documental presentava una entrevista amb Routledge, que en aquell moment tenia 93 anys, compartint els seus records de l'espectacle, juntament amb els membres del repartiment Judy Cornwell, Jeremy Gittins i David Janson.

#### Ràdio i audiollibres
El 1966, Routledge va cantar el paper de Mad Margaret a Ruddigore, el paper principal a Iolanthe, i Melissa a Princess Ida en una sèrie de la BBC Radio d'enregistraments de Gilbert i Sullivan. Va participar en una emissió d'estudi de l'òpera Vakula the Smith de Txaikovski (narrant fragments de l' obra de Gogol ) el 1989. El 2006, va aparèixer en un episodi de la sèrie Stage and Screen a Radio 3.
Els amplis crèdits radiofònics de Routledge inclouen diverses obres de teatre d'Alan Bennett i la dramatització de la BBC de Ladies of Letters de Carole Hayman, en què ella i Prunella Scales interpreten dones jubilades intercanviant correspondència humorística al llarg de diversos anys. Una desena sèrie de Ladies of Letters es va estrenar a BBC Radio 4 el 2009.
Els treballs radiofònics anteriors a 1985 incloïen Private Lives, Present Laughter, The Cherry Orchard, Romeo and Juliet, Alice in Wonderland i The Fountain Overflows.
Amb una veu distintiva, Routledge també ha gravat i publicat una varietat d'audiollibres , com ara lectures íntegres de Wuthering Heights i Alice's Adventures in Wonderland i novel·les abreujades de la sèrie Hetty Wainthropp.

### Vida personal
Routledge no s'ha casat mai i no té fills. En una entrevista del 2001, va dir: "No vaig prendre la decisió de no casar-me ni de no ser mare. La vida va resultar així perquè la meva implicació en l'actuació era tan total". En la mateixa entrevista, Routledge va parlar de dos assumptes en què havia estat involucrada: un amb un home casat quan tenia vint anys i l'altre uns anys més tard amb un home dirigint una obra en la qual estava apareixent.
Viu a Chichester des de l'any 2000 i regularment assisteix als serveis a la catedral de Chichester. El 2020, va ajudar a recaptar 10.000 lliures per a la restauració del sostre de la catedral.
Routledge és mecenes de la Beatrix Potter Society i ambaixadora de la caritat Royal Voluntary Service, abans coneguda com WRVS.
Routledge era un amiga íntima de l'antiga presidenta de la Cambra dels Comuns, Betty Boothroyd. La seva gravació de "Climb Ev'ry Mountain" es va tocar al funeral de Boothroyd el març de 2023.

## Honors
Routledge va ser nomenat Oficial de l'Ordre de l'Imperi Britànic (OBE) en els honors d'aniversari de 1993, Comandant de l'Ordre de l'Imperi Britànic (CBE) en els Honors d'aniversari de 2004 i Dama Comandant de l'Ordre de l'Imperi Britànic (DBE) als honors d'Any Nou 2017 pels serveis al teatre i la caritat.
El 2008, Routledge va rebre un títol honorari de Doctora en Lletres per la Universitat de Lancaster per la seva contribució al drama i el teatre.
El 15 de març de 2019, Routledge va rebre un títol honorari de Doctora en Lletres de la Universitat de Chester a la catedral de Chester per les seves contribucions al teatre i la televisió.
El 2022, la Royal Academy of Music va concedir a Routledge la condició de membre honorari.
Presidenta d'honor de l'Associació de cantants i parlants anglesos (que existeix per "fomentar la comunicació de paraules angleses en la parla i la cançó amb claredat, comprensió i imaginació"), ha patrocinat l'AESS National English Song Prize anual des de 2003 fins a l'actualitat.

## Treballs al cinema i a l'escena

### Film
| Any  | Títol                                   | Paper                | Notes                       |
| ---- | --------------------------------------- | -------------------- | --------------------------- |
| 1967 | To Sir, with Love                       | Clinty Clintridge    | Dirigida per James Clavell  |
| 1967 | Pretty Polly                            | Miss Gudgeon         | Dirigida per Guy Green      |
| 1968 | 30 Is a Dangerous Age, Cynthia          | Mrs Woolley          | Dirigida per Joseph McGrath |
| 1968 | Don't Raise the Bridge, Lower the River | Lucille Beatty       | Dirigida per Walter Shenson |
| 1968 | The Bliss of Mrs. Blossom               | Miss Reece           | Dirigida per Joseph McGrath |
| 1969 | Lock Up Your Daughters                  | Nurse                | Dirigida per Peter Coe      |
| 1969 | If It's Tuesday, This Must Be Belgium   | Mrs Featherstone     | Dirigida per Mel Stuart     |
| 1970 | Egghead's Robot                         | Mrs Janice Wentworth | Dirigida per Milo Lewis     |
| 1971 | Girl Stroke Boy                         | Pamela Hovendon      | Dirigida per Bob Kellett    |

### Televisió
| Any       | Títol                                            | Paper                                   | Notes                                                                     |
| --------- | ------------------------------------------------ | --------------------------------------- | ------------------------------------------------------------------------- |
| 1956–1966 | ITV Play of the Week                             | Alice Clay/Maggie Hobson                | 3 episodis                                                                |
| 1959      | ITV Play of the Week                             | Dido Morgan/Kate Barclay/Louisa Lindley | 6 episodis                                                                |
| 1960      | The Terrible Choice                              |                                         |                                                                           |
| 1961      | Hilda Lessways                                   | Hilda Lessways                          | 6 episodis                                                                |
| 1961      | Coronation Street                                | Sylvia Snape                            | 5 episodis                                                                |
| 1961–1970 | Armchair Theatre                                 | Miss Furling/New mother                 | 2 episodis                                                                |
| 1962      | Z-Cars                                           | Madge Kenton                            | 1 episodi                                                                 |
| 1964      | Victoria Regina                                  | Queen Victoria                          | Serial de quatre parts                                                    |
| 1965      | Not So Much a Programme, More a Way of Life      | Irish Mother                            | 2 episodis                                                                |
| 1965      | No Hiding Place                                  | Pat                                     | 1 episodi                                                                 |
| 1965      | Gaslight Theatre                                 | 'Our Mary'                              | 1 episodi                                                                 |
| 1967      | Thirty-Minute Theatre                            | Beryl Turner                            | 1 episodi                                                                 |
| 1967      | Seven Deadly Sins                                | Mrs Vealfoy                             | The Good and Faithful Servant                                             |
| 1967      | Androcles and the Lion                           | Megaera, Androcles' Wife                | Pel·lícula per a la televisió                                             |
| 1968      | The Ed Sullivan Show                             | Performer, "Not on Your Nellie"         | Banda sonora                                                              |
| 1969      | ITV Saturday Night Theatre                       | Hazel Day                               | 1 episodi                                                                 |
| 1970      | Egghead's Robot                                  | Mrs Janice Wentworth                    | Children's Film Foundation                                                |
| 1970      | ITV Playhouse                                    | Fern/Rose                               | 1 episodi                                                                 |
| 1971      | Sense and Sensibility                            | Mrs. Jennings                           | 4 episodis                                                                |
| 1971      | Doctor at Large                                  | Audrey Watt                             | 1 episodi                                                                 |
| 1971      | Play of the Month: Tartuffe                      | Dorine                                  | Videotaped drama                                                          |
| 1971      | Vincent Price Is in the Country                  | Herself                                 | Pel·lícula per a la televisió                                             |
| 1972      | His and Hers                                     | Myrtle Waller                           | 1 episodi                                                                 |
| 1973      | Ooh La La!                                       | Lucienne Homenides de Histangau         | 1 episodi                                                                 |
| 1973      | That's Life                                      | On-screen Participant                   | Programa pilot de la BBC                                                  |
| 1974      | Affairs of the Heart                             | Mrs. Meldrum                            | 1 episodi                                                                 |
| 1974      | Steptoe and Son                                  | Madame Fontana                          | 1 episodi                                                                 |
| 1974      | ...And Mother Makes Five                         | Mrs. Fletcher                           | 2 episodis                                                                |
| 1974      | David Copperfield                                | Mrs. Micawber                           | 3 episodis                                                                |
| 1975      | Play of the Month: When We Are Married           | Annie Parker                            | Videotaped drama                                                          |
| 1975      | More Awkward Customers                           | Cast member                             | Video Arts training film                                                  |
| 1976      | Crown Court                                      | Dr. Barbara Baxter                      | 1 episodi                                                                 |
| 1977      | Nicholas Nickleby                                | Madame Mantalini                        | BBC mini-series                                                           |
| 1977      | Jubilee                                          |                                         | 1 episodi                                                                 |
| 1977      | The Cost of Loving                               | Sarah Taplow                            | 1 episodi                                                                 |
| 1978      | BBC2 Play of the Week                            | Miss Protheroe                          | 1 episodi                                                                 |
| 1978      | Doris and Doreen                                 | Doreen Bidmead                          | Pel·lícula per a la televisió                                             |
| 1979      | Crown Court                                      | Rita Finch                              | 1 episodi                                                                 |
| 1980      | The Pirates of Penzance                          | Ruth                                    | Pel·lícula per a la televisió                                             |
| 1980      | Play for Today                                   | ATS Officer                             | 1 episodi                                                                 |
| 1980      | The Curse of King Tut's Tomb                     | 'Posh' Lady                             | Pel·lícula per a la televisió                                             |
| 1982      | Objects of Affection: "A Woman of No Importance" | Peggy Schofield                         | 1 episodi                                                                 |
| 1983      | The Beggar's Opera                               | Mrs. Peachum                            | Pel·lícula per a la televisió                                             |
| 1983      | Keep Off the Grass                               | Bag Lady                                | Short                                                                     |
| 1983      | The Two Ronnies                                  | Madame Bultitude                        | 1 episodi                                                                 |
| 1984      | Home Video                                       |                                         | Pel·lícula per a la televisió                                             |
| 1985      | Marjorie and Men                                 | Marjorie Belton                         | 6 episodis                                                                |
| 1985–1986 | Victoria Wood: As Seen on TV                     | Kitty                                   | 5 episodis                                                                |
| 1987      | When We Are Married                              | Maria Helliwell                         | Pel·lícula per a la televisió                                             |
| 1988      | Tales of the Unexpected                          | Milly Dobson                            | Episode (9/4) "The Verger"                                                |
| 1988      | Talking Heads                                    | Miss Ruddock                            | 1 episodi, "A Lady of Letters"                                            |
| 1988      | Sophia and Constance                             | Mrs Baines                              | 3 episodis                                                                |
| 1989      | First and Last                                   | Ivy                                     | Pel·lícula per a la televisió                                             |
| 1989      | Let's Face the Music                             | On screen participant                   | Yorkshire TV (programmes on Noël Coward, Jerome Kern and Frederick Loewe) |
| 1990      | Missing Persons                                  | Hetty Wainthropp                        | Pel·lícula per a la televisió                                             |
| 1990      | Alas Smith and Jones                             |                                         | 1 episodi                                                                 |
| 1991      | Miss Pym's Day Out                               | Barbara Pym                             | 1 episodi                                                                 |
| 1993      | The World of Peter Rabbit and Friends            | Cousin Ribby                            | 2 episodis                                                                |
| 1994      | Hildegard of Bingen                              | Hildegard von Bingen                    | BBC TV Dramatisation/documentary                                          |
| 1990–1995 | Keeping Up Appearances                           | Hyacinth Bucket                         | Main role                                                                 |
| 1996–1998 | Hetty Wainthropp Investigates                    | Hetty Wainthropp                        | Main role                                                                 |
| 1998      | Talking Heads 2                                  | Miss Fozzard                            | 1 episodi, "Miss Fozzard Finds Her Feet"                                  |
| 2001      | Anybody's Nightmare                              | Sheila Bowler                           | Pel·lícula per a la televisió                                             |
| 2005      | Blips                                            | Narrator                                | Voice                                                                     |
| 2016      | Beatrix Potter with Patricia Routledge           | Herself - Presenter                     | Documentary                                                               |
| 2023      | Keeping Up Appearances - 30 Years Of Laughs      | Herself/Hyacinth Bucket/Kitty           | Documentary                                                               |

### Teatre
| Any          | Producció                       | Paper                               | Teatre |
| ------------ | ------------------------------- | ----------------------------------- | --- |
| 1952         | A Midsummer Night's Dream       | Hippolyta                           | Liverpool Playhouse, Liverpool |
| 1954         | The Duenna                      | Carlotta                            | Bristol Old Vic and Westminster Theatre, Londres                                                                                  |
| 1956         | The Comedy of Errors            | Adriana                             | Arts Theatre, Londres |
| 1957         | Zuleika                         | Aunt Mabel                          | Saville Theatre, Londres |
| 1959         | The Love Doctor                 | Henrietta Argan                     | Piccadilly Theatre, Londres |
| 1960         | Follow That Girl                | Mrs Gilchrist                       | Vaudeville Theatre, Londres |
| 1961         | Come As You Are                 |                                     | Guildford |
| 1961         | Out of My Mind                  |                                     | Lyric Theatre, Hammersmith |
| 1962         | Little Mary Sunshine            | Mary Potts ("Little Mary Sunshine") | Comedy Theatre, Londres |
| 1963         | Virtue in Danger                | Berinthia                           | Mermaid Theatre and Strand Theatre, Londres                                                                                       |
| 1964         | Home and Beauty                 | Victoria                            | Croydon |
| 1965         | How's the World Treating You?   | Violet/Nell/Rover                   | Arts Theatre and Wyndham's Theatre, Londres (1965) and Music Box Theatre, New York City (1966)                                    |
| 1968         | Darling of the Day              | Alice Challice                      | George Abbott Theatre, New York City                                                                                              |
| 1968         | Love Match                      | Queen Victoria                      | Ahmanson Theatre, Los Angeles |
| 1969         | The Caucasian Chalk Circle      | Mother-in-law                       | Chichester Festival Theatre |
| 1969         | The Country Wife                | Lady Fidget                         | Chichester Festival Theatre |
| 1969         | The Magistrate                  | Agatha Posket                       | Chichester Festival Theatre and Cambridge Theatre, Londres                                                                        |
| 1971         | First Impressions               | Mrs Bennet                          | Birmingham Repertory Theatre |
| 1972         | Cowardy Custard                 |                                     | Mermaid Theatre, Londres |
| 1973         | Dandy Dick                      | Georgina Tidman                     | Chichester Festival Theatre and Garrick Theatre, Londres                                                                          |
| 1975         | The Cherry Orchard              | Madame Ranevskaya                   | Bristol Old Vic |
| 1975         | Othello                         | Emilia                              | Chichester Festival Theatre |
| 1975         | Made in Heaven                  | Martha Avon                         | Chichester Festival Theatre |
| 1976         | 1600 Pennsylvania Avenue        | All of the First Ladies             | Mark Hellinger Theatre, New York City                                                                                             |
| 1976         | The Rivals                      | Mrs Malaprop                        | Royal Exchange Theatre, Manchester                                                                                                |
| 1976         | Zack                            | Mrs Munnings                        | Royal Exchange Theatre, Manchester                                                                                                |
| 1977         | On Approval                     | Maria Wislack                       | Vaudeville Theatre, Londres |
| 1978         | The Grand Duchess of Gerolstein | The Grand Duchess                   | Collegiate Theatre, Camden, Londres                                                                                               |
| 1978         | Gracious Living                 | Daisy Tuttle                        | Eisenhower Theatre, Washington, D.C.                                                                                              |
| 1978         | Semmelweiss                     | Julia                               | Eisenhower Theatre, Washington, D.C.                                                                                              |
| 1979         | The Schoolmistress              | Miss Dyott                          | Royal Exchange Theatre, Manchester                                                                                                |
| 1979         | And a Nightingale Sang...       | Peggy Stott                         | Queen's Theatre, Londres |
| 1980         | The Pirates of Penzance         | Ruth                                | Delacorte Theater, New York City                                                                                                  |
| 1981         | Say Hello to Harvey             |                                     | Toronto, Canada |
| 1982         | Noises Off                      | Dotty Otley                         | Lyric Theatre, Hammersmith and Savoy Theatre, Londres                                                                             |
| 1983         | When the Wind Blows             |                                     | Whitehall Theatre, Londres |
| 1984         | Richard III                     | Queen Margaret                      | Royal Shakespeare Company |
| 1985         | Henry V                         | Mistress Quickly                    | Royal Shakespeare Company |
| 1986         | When We Are Married             | Maria Helliwell                     | Whitehall Theatre, Londres |
| 1988         | Candide                         | Old Lady                            | The Old Vic, Londres |
| 1989         | Come for the Ride               | (one-woman show)                    | UK tour |
| 1992         | Talking Heads                   |                                     | Comedy Theatre, Londres |
| 1992         | Carousel                        | Nettie Fowler                       | National Theatre, Londres |
| 1994         | Mr and Mrs Nobody               | Carrie Pooter                       | Greenwich Theatre, Londres |
| 1994         | The Rivals                      | Mrs Malaprop                        | Chichester Festival Theatre and Albery Theatre, Londres                                                                           |
| 1994         | The Schoolmistress              | Miss Dyott                          | Chichester Festival Theatre |
| 1997         | Beatrix                         | Beatrix Potter                      | Minerva Theatre, Chichester and UK tour                                                                                           |
| 1999–2001    | The Importance of Being Earnest | Lady Bracknell                      | Chichester Festival Theatre and Theatre Royal Haymarket, Londres (1999), Australian tour (2000) and Savoy Theatre, Londres (2001) |
| 2002         | Wild Orchids                    | Duchess                             | Chichester Festival Theatre |
| 2004         | The Solid Gold Cadillac         | Mrs Laura Partridge                 | Garrick Theatre, Londres |
| 2006         | The Best of Friends             | Dame Laurentia MacLachlan           | Hampstead Theatre and UK tour |
| 2007         | Office Suite                    | Doreen/Miss Protheroe               | Minerva Theatre, Chichester and UK tour                                                                                           |
| 2008         | Crown Matrimonial               | Queen Mary                          | UK tour |
| 2009–present | Admission: One Shilling         | Myra Hess                           | UK and Australian tours |
| 2009–present | Facing the Music                |                                     | UK tours |
| 2014         | An Ideal Husband                | Lady Markby                         | Chichester Festival Theatre |

## Discografia

### Registraments de repartiment
| Any  | Album                                                  | Notes                                                  |
| ---- | ------------------------------------------------------ | ------------------------------------------------------ |
| 1960 | Follow That Girl                                       | Repartiment original de Londres                        |
| 1962 | Little Mary Sunshine                                   | Repartiment original de Londres                        |
| 1963 | Virtue in Danger                                       | Repartiment original de Londres                        |
| 1965 | Hello, Dolly!                                          | 1965 Repartiment d'estudi de Londres(Mrs Irene Malloy) |
| 1966 | The Sound of Music                                     | 1966 Repartiment d'estudi de Londres(Mother Abbess)    |
| 1967 | Androcles and the Lion                                 | 1967 repartiment de televisió                          |
| 1967 | Kiss Me, Kate                                          | 1967 Repartiment d'estudi de Londres(Lily/Katherine)   |
| 1968 | Darling of the Day                                     | 1968 Repartiment original de Broadway                  |
| 1969 | A Talent to Amuse: Noel Coward's 70th Birthday Concert | 1969 Repartiment de concert                            |
| 1972 | Cowardy Custard                                        | 1972 Repartiment original de Londres                   |
| 1976 | Cole                                                   | 1976 Repartiment d'estudi                              |
| 1985 | I Remember Mama                                        | 1985 Membres originals del repartiment (Aunt Jenny)    |
| 1987 | An Evening With Alan Jay Lerner                        | 1987 Repartiment de concert                            |

## Premis i nominacions
| Any  | Premi                               | Categoria                                  | Treball                          | Resultat  |
| ---- | ----------------------------------- | ------------------------------------------ | -------------------------------- | --------- |
| 1966 | Premi Whitbread                     | Actuació musical destacada                 | How's The World Treating You?    | Guanyador |
| 1968 | Premi Tony                          | Millor Actriu en un Musical                | Darling of the Day               | Guanyador |
| 1979 | Premi Olivier                       | Millor actriu de repartiment               | And a Nightingale Sang...        | Nominat   |
| 1984 | Premi Broadcasting Press Guild      | Millor actriu                              | A Woman of No Importance         | Guanyador |
| 1985 | Premi Olivier                       | Millor Actuació en un Paper de Repartiment | Richard III                      | Nominat   |
| 1988 | Premi Olivier                       | Millor Actriu de Musical                   | Candide                          | Guanyador |
| 1989 | Premi BAFTA TV                      | Millor actriu                              | Talking Heads: A Lady of Letters | Nominat   |
| 1991 | Premi British Comedy                | Millor actriu a comèdia de televisió       | Keeping Up Appearances           | Guanyador |
| 1992 | Premi BAFTA TV                      | Millor actruació d'entreteniment           | Keeping Up Appearances           | Nominat   |
| 1992 | Premi                               | Millor Actriu                              | Talking Heads                    | Nominat   |
| 1993 | Premi BAFTA TV                      | Millor actuació d'entreteniment lleuger    | Keeping up Appearances           | Nominat   |
| 1993 | Premi Variety Club of Great Britain | Personalitat de l'any                      | Keeping up Appearances           | Guanyador |